# Tuffi ai Giochi della XXIV Olimpiade - Piattaforma 10 metri femminile
La competizione dei tuffi dal trampolino 3 metri femminile è stata una delle quattro gare di tuffi inclusa nel programma dei Giochi della XXIV Olimpiade disputati a Seul nel 1988.
La competizione è stata divisa in due fasi:
1. turno preliminare;
2. finale.

## Medaglie
| Posizione | Atleta           | Paese       |
| --------- | ---------------- | ----------- |
|           | Xu Yanmei        | Cina        |
|           | Michele Mitchell | Stati Uniti |
|           | Wendy Williams   | Stati Uniti |

## Risultati
|    | Xu Yanmei            | Cina             | 426,27 | 3  | 445,20 |  |  |  |  |  |
|    | Michele Mitchell     | Stati Uniti      | 426,45 | 2  | 436,95 |  |  |  |  |  |
|    | Wendy Williams       | Stati Uniti      | 402,54 | 4  | 400,44 |  |  |  |  |  |
| 4  | Angela Stassyulevich | Unione Sovietica | 401,04 | 5  | 386,22 |  |  |  |  |  |
| 5  | Chen Xiaodan         | Cina             | 456,45 | 1  | 384,15 |  |  |  |  |  |
| 6  | Elena Mirošina       | Unione Sovietica | 399,27 | 6  | 381,93 |  |  |  |  |  |
| 7  | Kamilia Gamme        | Norvegia         | 356,73 | 11 | 366,45 |  |  |  |  |  |
| 8  | Silke Abicht         | Germania Est     | 393,99 | 7  | 350,61 |  |  |  |  |  |
| 9  | María Alcalá         | Messico          | 359,64 | 10 | 349,41 |  |  |  |  |  |
| 10 | Debbie Fuller        | Canada           | 366,42 | 9  | 340,89 |  |  |  |  |  |
| 11 | Ildikó Kelemen       | Ungheria         | 355,17 | 12 | 322,59 |  |  |  |  |  |
| 12 | Verónica Ribot       | Argentina        | 377,70 | 8  | 297,18 |  |  |  |  |  |
|    |                      |                  |        |    |        |  |  |  |  |  |
| 13 | Wendy Fuller         | Canada           | 347,73 | 13 |        |  |  |  |  |  |
| 14 | Julie Kent           | Australia        | 339,96 | 14 |        |  |  |  |  |  |
| 15 | Monika Küehn         | Germania Ovest   | 335,88 | 15 |        |  |  |  |  |  |
| 16 | Yuki Motobuchi       | Giappone         | 333,45 | 16 |        |  |  |  |  |  |
| 17 | Masako Asada         | Giappone         | 327,93 | 17 |        |  |  |  |  |  |
| 18 | Carolyn Roscoe       | Gran Bretagna    | 322,35 | 18 |        |  |  |  |  |  |
| 19 | Doris Pecher         | Germania Ovest   | 310,53 | 19 |        |  |  |  |  |  |
| 20 | Eun-Hee Kim          | Corea del Sud    | 284,25 | 20 |        |  |  |  |  |  |